# Cryptophis pallidiceps
Cryptophis pallidiceps är en ormart som beskrevs av Günther 1858. Cryptophis pallidiceps ingår i släktet Cryptophis och familjen giftsnokar och underfamiljen havsormar. Inga underarter finns listade i Catalogue of Life.
Denna orm förekommer i norra Australien i Northern Territory och Western Australia. Den lever i våtmarker samt i fuktiga skogar och buskskogar. Arten är nattaktiv och den har främst ödlor och groddjur som föda som sover under natten. Individerna gömmer sig på dagen under stenar, under träbitar och i lövskiktet. Parningen sker mellan oktober och november. Honor lägger inga ägg utan föder i februari eller mars vanligen fyra ungar.
För beståndet är inga hot kända. Hela populationen anses vara stabil. IUCN kategoriserar arten globalt som livskraftig.